# SS-Leitheft
"SS-Leitheft" o Libretti Guida delle SS erano delle pubblicazioni mensili del periodo nazista pubblicati in Germania tra il 1934 e il 1945. Circolavano soprattutto tra gli ufficiali delle SS, sia appartenenti alle Allgemeine-SS che alle Waffen-SS.
Erano predisposti dall'Ufficio Personale delle SS o SS-Hauptamt del Reichsführer delle SS Heinrich Himmler a Berlino ed erano stampati dalla casa editrice M. Müller & Sohn sempre di Berlino. Ogni numero della pubblicazione SS-Leitheft conteneva articoli di carattere storico ed ideologico, tutte contenenti fotografie illustrative, spesso di grande interesse e qualità.
Gli articoli erano spesso firmati dai più noti personaggi delle SS.
Servirà poi, dopo lo scoppio della seconda guerra mondiale, come mezzo di propaganda e reclutamento, e quindi di supporto al Germanische Leitstelle a Oslo in Norvegia; a Copenaghen in Danimarca; a Bruxelles in Belgio; a L'Aia nei Paesi Bassi; con il fine di contribuire a far arruolare volontari norvegesi, danesi, valloni, fiamminghi e olandesi tra le file delle Waffen-SS.
Inoltre verrà creato anche un'edizione estone di tale pubblicazione.
Spesso e volentieri questi altri numeri di tale pubblicazione riprendevano gli articoli già pubblicati nell'edizione in lingua tedesca.
Il leader spirituale del periodico era il dr. Franz Riedweg, uno svizzero delle SS che diventò il capo dell'Ufficio reclutamento volontari, una divisione delle SS-Hauptamt.